# Synagoge (Przysucha)

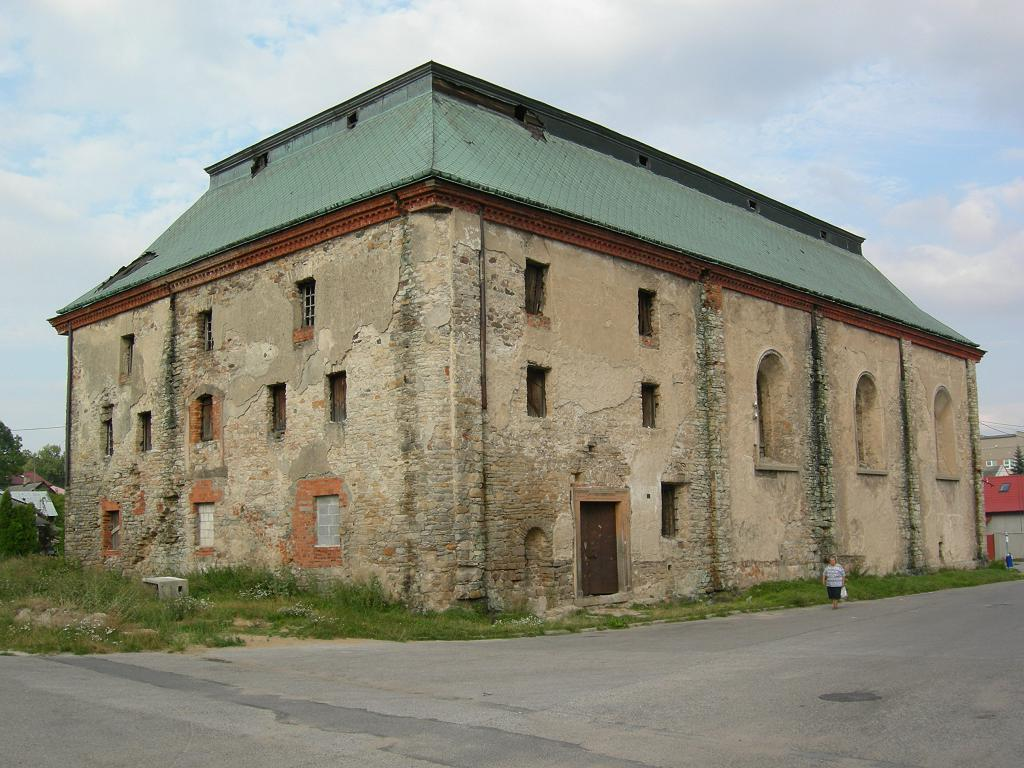
Synagoge Przysucha (2008)

Die Synagoge in Przysucha, einer Stadt in der polnischen Woiwodschaft Masowien, wurde in der zweiten Hälfte des 18. Jahrhunderts erbaut. Sie ist die größte noch heute erhaltene Synagoge im Barockstil in Polen.

## Geschichte
Als Bauzeit der Synagoge gelten die Jahre 1764–1777. Im 19. Jahrhundert gab es Umbauten. Besonders das Dach wurde mehrmals verändert. Im Zweiten Weltkrieg wurde das Gebäude von den Deutschen als Warenlager genutzt und beträchtlich beschädigt. In den 1960er-Jahren wurden mehrmals Konservierungsarbeiten durchgeführt, um das Gebäude zu stabilisieren. 

## Beschreibung
Das große rechteckige Gebäude besteht aus der Haupthalle (dem Männergebetsraum) sowie im Westen vorgelagert dem Vestibül mit einem Nebenraum. Darüber befinden sich die Gebetsräume der Frauen; ursprünglich wohl auf einer Etage und seit den Umbauten auf zwei Stockwerken.
Die Haupthalle hat an den Seiten je drei Rundbogenfenster und an der Ostseite zwei. Dazwischen ist noch ein Okulus. Unter diesem ist noch ein Strebepfeiler, hinter dem sich im Inneren die Nische für den Toraschrein befand. Vestibül und Frauenräume haben kleinere, rechteckige Fenster für jedes Stockwerk. Der Eingang ist von der Seite im Südwesten. Zwischen den Fenstern sind die Wände durch Pilaster strukturiert. Die Ecken des Gebäudes sind abgerundet.
Die Synagoge hat ein zweistufiges Mansardwalmdach mit einem kleinen Absatz dazwischen. Auf Aufnahmen von 1939 hatte es ein reines Walmdach.
Vom Vestibül führen mehrere Stufen hinab in den Gebetsraum. In der Mitte stand die Bima zwischen vier Säulen, die nach oben einen baldachinähnlichen Aufsatz haben, der die Decke stützt. Diese Art wird als Stützbima bezeichnet. Sie hatte sich in der polnisch-litauischen Adelsrepublik ab der zweiten Hälfte des 16. Jahrhunderts entwickelt.
Der Toraschrein war von zwei Halbsäulen eingerahmt. Oben befanden sich eine Krone und zwei Greifvögel.